# 永井康郎
永井 康郎（ながい やすお、1936年9月16日 - 2014年4月21日）は、日本の実業家、馬主。トヨタカローラ三重株式会社の代表取締役社長を務めていた。明治大学政治経済学部出身。

## 経歴・人物
1936年生まれ。トヨタカローラ三重株式会社の代表取締役専務を経て第3代代表取締役社長を務めた。退任後は同社相談役のほかネッツトヨタノヴェル三重株式会社相談役、永井自動車工業株式会社相談役などを務め、2014年に死去した。77歳没。トヨタカローラ三重で要職を歴任した現名誉会長の永井啓弐は兄。

## 馬主活動

永井の勝負服

日本中央競馬会（JRA）に登録していた馬主としても知られた。勝負服の柄は緑、赤袖緑一本輪、冠名には三重県に関する語を取り入れる兄の啓弐とは異なり、フランス語で「ありがとう」を意味する「メルシー」を用いた。

## 主な所有馬

### GI級競走優勝馬
- メルシータカオー（2004年中山大障害）
- メルシーエイタイム（2007年中山大障害、東京ハイジャンプ）
- メルシーモンサン（2010年中山グランドジャンプ）

### 重賞競走優勝馬
- メルシーアトラ（1991年日経新春杯）
- メルシーステージ（1994年アーリントンカップ、毎日杯）

所有する重賞勝ち馬は、メルシーエイタイムを除くいずれもマミーブルーの血を引く馬である（アトラ、ステージは直仔、タカオーは曾孫、モンサンは玄孫）。